# Banat, Ấn Độ
Banat là một thị xã và là một nagar panchayat của quận Muzaffarnagar thuộc bang Uttar Pradesh, Ấn Độ.

## Địa lý
Banat có vị trí 29°28′B 77°21′Đ / 29,47°B 77,35°Đ Nó có độ cao trung bình là 243 mét (797 foot).

## Nhân khẩu
Theo điều tra dân số năm 2001 của Ấn Độ, Banat có dân số 19.080 người. Phái nam chiếm 53% tổng số dân và phái nữ chiếm 47%. Banat có tỷ lệ 51% biết đọc biết viết, thấp hơn tỷ lệ trung bình toàn quốc là 59,5%: tỷ lệ cho phái nam là 61%, và tỷ lệ cho phái nữ là 41%. Tại Banat, 19% dân số nhỏ hơn 6 tuổi.